# Mário Marcondes
Mário Marcondes (São João Batista, 8 de setembro de 1967) é um advogado e político brasileiro, filiado ao Partido da Social Democracia Brasileira (PSDB), deputado estadual de Santa Catarina e atual 2º vice-presidente da Assembleia Legislativa de Santa Catarina.
Nas eleições de 2014, em 5 de outubro, foi eleito deputado estadual pelo Partido da República(atual PL). Assumiu seu mandato na Assembleia Legislativa de Santa Catarina para 18ª legislatura (2015 — 2019) em 1 de fevereiro de 2015. Em março de 2016 filiou-se ao PSDB.
No início de 2017 foi eleito 2º vice-presidente da assembléia para o biênio 2017-2018.